# Linnasaari (ö i Heinola, Linnajärvi)
Linnasaari är en ö i Finland. Den ligger i sjön Linnajärvi och i kommunerna Heinola och Kouvola och landskapen  Päijänne-Tavastland och Kymmenedalen, i den södra delen av landet, 140 km nordost om huvudstaden Helsingfors. Öns area är 0,4 hektar och dess största längd är 90 meter i nord-sydlig riktning.